# Kanton Seyssel (Ain)
Kanton Seyssel (fr. Canton de Seyssel) byl francouzský kanton v departementu Ain v regionu Rhône-Alpes. Skládal se z pěti obcí. Zrušen byl po reformě kantonů 2014.

## Obce kantonu
- Anglefort
- Chanay
- Corbonod
- Culoz
- Seyssel